# Ethel Barrymore Theatre
L'Ethel Barrymore Theatre è un teatro di Broadway sito nel quartiere di Midtown Manhattan a New York.

## Storia
Il teatro, commissionato dalla Shubert Organization, è stato progettato dall'architetto Herbert J. Krapp ed aperto al pubblico il 20 dicembre 1928. Nel corso della sua storia il teatro ha ospitato le prime di drammi di grande successo e importanza, tra cui la produzione originale di Un tram che si chiama Desiderio (1947) e A Raisin in the Sun (1959). Il palco dell'Ethel Barrymore Theatre è stato calcato da star internazionali del calibro di Marlon Brando, Jessica Tandy, Geoffrey Rush, Susan Sarandon, Philip Seymour Hoffman, Andrew Garfield, Daniel Craig, Denzel Washington, Jessica Lange, Patti LuPone, Kevin Kline, Rachel Weisz ed Allison Janney.